# Desastre ferroviário de Vila Franca de Xira
O Desastre ferroviário de Vila Franca de Xira foi um descarrilamento ocorrido em 16 de Agosto de 1947, nas imediações da Estação Ferroviária de Vila Franca de Xira, na Linha do Norte, em Portugal. Este acidente causou 17 mortos e cerca de 72 feridos.

## Antecedentes
Este acidente envolveu um só comboio, com o número 1003, que era operado pela Companhia dos Caminhos de Ferro Portugueses. Era um serviço misto de passageiros e mercadorias, composto por várias carruagens de terceira classe e vagões, e saiu da Gare do Rossio às 21:18, com destino à cidade do Porto.

## O acidente
Quando o comboio estava a circular junto à estação de Vila Franca de Xira, um dos rodados de um vagão de mercadorias quebrou-se, levando-o a descarrilar e atravessar-se na via férrea, e provocando igualmente ao descarrilamento dos veículos seguintes, compostos por vários vagões e de duas carruagens de terceira classe. Uma das carruagens, denominada de CT e com lotação para 62 pessoas, recuou e enfiou-se numa outra, a CD-TYF-758, tendo ambas ficado quase destruídas, e provocando um grande número de mortos e feridos entre os passageiros. Da primeira só sobreviveu o chassis, enquanto que a segunda perdeu cerca de dois terços da estrutura, tendo restado apenas 23 dos seus 82 lugares sentados.

## Salvamento às vítimas e reestabelecimento da circulação
Os feridos foram encaminhados para os hospitais de Vila Franca de Xira, da Misericórdia em Alhandra, e de São José e de Dona Estefânia em Lisboa, onde alguns acabaram por falecer. No dia seguinte o Diário de Lisboa avançou um balanço provisório de 17 mortos e 72 feridos. Em 18 de Agosto morreu um dos feridos que se encontravam no Hospital de São José, levando à confirmação de dezassete como o número de vítimas mortais do acidente. Em 20 de Agosto faleceu mais uma vítima, desta vez no Hospital de D. Estefânia, mas um dos feridos que estavam no Hospital de São José, que tinha sido anunciado anteriormente pelo Diário de Lisboa como uma das vítimas mortais, ainda estava vivo. Nessa altura, ainda se encontravam internados nos hospitais 26 homens, doze mulheres e duas crianças.
Na manhã do dia seguinte iniciaram-se os trabalhos para o reestabelecimento da circulação, que incluíram a reparação da via férrea, e a remoção dos destroços e das bagagens e mercadorias espalhadas. Nessa altura, já tinha sido retomada a circulação ferroviária, embora de forma muito limitada, por uma linha de desvio. A carga do comboio acidentado incluía uma grande quantidade de peixe, que por ordem do presidente da Câmara Municipal, Cunha Nery, foi lavado e distribuído pelos pobres. Os operários foram guardados por elementos da Guarda Nacional Republicana, que também tinham como função evitar os roubos. Os trabalhos contaram com a presença de uma grua de grande potência, que foi utilizada para levar os restos da carruagem CT para fora da via férrea. No local esteve o Governador Civil de Lisboa, Mário Gusmão Madeira, e os engenheiros Valentim Bravo, José de Sousa Nunes, Gomes Viana e Baptista, e o director-geral da Companhia, Roberto de Espregueira Mendes. O engenheiro José de Sousa Nunes recebeu um louvor da Direcção-Geral de Caminhos de Ferro, pela forma como dirigiu os trabalhos de reparação dos danos causados pelo descarrilamento.
Às 15:30 do dia 18 de Agosto a via descendente foi considerada como livre, tendo o primeiro comboio comercial a passar por aquela linha sido o n.º 152, um correio com destino a Madrid.

## Investigação
Em 18 de Agosto já a operadora tinha iniciado o inquérito às causas do acidente, tendo desde logo sido avançada a hipótese de que foi provocada pela quebra de um dos rodados num vagão de mercadorias.
Num artigo publicado em 1948 na Gazeta dos Caminhos de Ferro, José Lucas Coelho dos Reis alertou que este acidente tinha sido causado pelas más condições do material circulante da Companhia dos Caminhos de Ferro Portugueses, uma vez que que a sua situação financeira tinha impedido a aquisição de novo material, de forma a substituir o existente e ampliar o parque disponível.